# Správní obvod obce s rozšířenou působností Nové Město na Moravě
Správní obvod obce s rozšířenou působností Nové Město na Moravě je od 1. ledna 2003 jedním ze čtyř správních obvodů rozšířené působnosti obcí v okrese Žďár nad Sázavou v Kraji Vysočina. Čítá 30 obcí.
Město Nové Město na Moravě je zároveň obcí s pověřeným obecním úřadem, přičemž oba správní obvody jsou územně totožné.

## Seznam obcí
Poznámka: Města jsou vyznačena tučně, městyse kurzívou.
- Bobrová
- Bobrůvka
- Borovnice
- Daňkovice
- Dlouhé
- Fryšava pod Žákovou horou
- Javorek
- Jimramov
- Kadov
- Krásné
- Křídla
- Křižánky
- Kuklík
- Líšná
- Mirošov
- Nová Ves u Nového Města na Moravě
- Nové Město na Moravě
- Nový Jimramov
- Podolí
- Račice
- Radešín
- Radešínská Svratka
- Radňovice
- Řečice
- Sněžné
- Spělkov
- Tři Studně
- Věcov
- Vlachovice
- Zubří

## Obyvatelstvo
| Rok  | Obyv.  | ± %    |
| ---- | ------ | ------ |
| 1869 | 24 322 | —      |
| 1880 | 24 189 | −0,5 % |
| 1890 | 23 468 | −3 %   |
| 1900 | 23 051 | −1,8 % |
| 1910 | 23 107 | +0,2 % |

| Rok  | Obyv.  | ± %     |
| ---- | ------ | ------- |
| 1921 | 21 851 | −5,4 %  |
| 1930 | 21 149 | −3,2 %  |
| 1950 | 18 288 | −13,5 % |
| 1961 | 18 072 | −1,2 %  |
| 1970 | 19 095 | +5,7 %  |

| Rok  | Obyv.  | ± %    |
| ---- | ------ | ------ |
| 1980 | 19 661 | +3 %   |
| 1991 | 19 625 | −0,2 % |
| 2001 | 19 478 | −0,7 % |
| 2011 | 19 004 | −2,4 % |
| 2021 | 18 550 | −2,4 % |